# Eduard Sonnenburg
Eduard Sonnenburg (Brema, 3 novembre 1848 – Bad Wildungen, 25 maggio 1915) è stato un chirurgo tedesco.

## Biografia
Era il genero del neurologo Carl Friedrich Otto Westphal. Conseguì la laurea in medicina nel 1872, trascorse diversi anni come assistente di Georg Albert Lücke presso la clinica chirurgica di Strasburgo. Nel 1876 si qualificò come docente di chirurgia all'università. Nel 1880 si trasferì a Berlino, dove lavorò con Bernhard von Langenbeck e Ernst von Bergmann.
Nel 1886 fu membro fondatore della Freie Vereinigung der Chirurgen Berlins (Associazione libera dei chirurghi di Berlino).

## Opere principali
- Verbrennungen und Erfrierungen, 1879.
- Pathologie und Therapie der Perityphlitis (Appendicitis), (1900, 6ª edizione 1908).
- Compendium der Operations- und Verbandstechnik (con Richard Mühsam; 2 volumi, 1903).[3]